# Trigonocera specialis
Trigonocera specialis är en tvåvingeart som beskrevs av Becker 1922. Trigonocera specialis ingår i släktet Trigonocera och familjen styltflugor. Inga underarter finns listade i Catalogue of Life.